# مقاطعة بريتهيت (كنتاكي)
مقاطعة بريتهيت (بالإنجليزية: Breathitt County)‏ هي إحدى المقاطعات في ولاية كنتاكي في الولايات المتحدة الأمريكية.